# Marcin Osiński

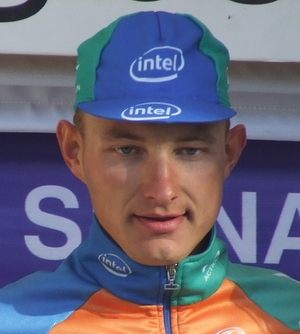
Marcin Osiński 2006

Marcin Osiński (* 27. November 1983) ist ein ehemaliger polnischer Radrennfahrer.
Marcin Osiński begann seine Karriere 2004 bei dem polnischen Radsportteam Action-ATI, ab 2005 unter dem Namen Intel-Action als Professional Continental Team lizenziert. In seiner zweiten Saison wurde er Dritter beim Memoriał Henryka Łasaka. 2006 startete er mit seiner Mannschaft bei dem ProTour-Rennen Polen-Rundfahrt. Er eroberte sich gleich am ersten Tag das Führungstrikot der Zwischensprintwertung und verteidigte dieses bis zum Schluss. Ende 2009 beendete er seine Radsportlaufbahn.

## Teams
- 2004 ATI-Action
- 2005–2006 Intel-Action
- 2007 Action-Uniqa
- 2008 Mróz-Action-Uniqa
- 2009 Mróz Continental Team